# Base des Forces canadiennes
Pour les articles homonymes, voir BFC.
Une base des Forces canadiennes ou BFC (Canadian Forces Base ou CFB en anglais) est un établissement militaire des Forces canadiennes. Pour qu'une installation des Forces canadiennes reçoive le titre de base, elle doit héberger une ou plusieurs unités majeures comme des régiments de l'armée, des navires de la marine ou des escadres de la force aérienne. Les installations mineures portent le titre de station des Forces canadiennes (SFC), Canadian Forces Station (CFS) en anglais. Une station des Forces canadiennes peut héberger une seule unité mineure comme une station radar de l'Arctique par exemple.

## Liste des bases des Forces canadiennes

### Armée canadienne
- BFC Borden en Ontario ;
- BFC Edmonton en Alberta ;
- BFC Gagetown au Nouveau-Brunswick ;
- BFC Kingston en Ontario ;
- BFC Montréal au Québec ;
- BFC Petawawa en Ontario ;
- BFC Shilo au Manitoba ;
- BFC Suffield en Alberta ;
- BFC Valcartier au Québec ;
- BFC Wainwright en Alberta ;
- BFC Saint-Jean-sur-Richelieu au Québec ;

### Marine royale canadienne
- BFC Esquimalt en Colombie-Britannique ;
- BFC Halifax en Nouvelle-Écosse ;

### Aviation royale canadienne
- BFC Bagotville au Québec ;
- BFC Borden en Ontario ;
- BFC Comox en Colombie-Britannique ;
- BFC Cold Lake en Alberta ;
- BFC Gander à Terre-Neuve-et-Labrador ;
- BFC Goose Bay à Terre-Neuve-et-Labrador ;
- BFC Greenwood en Nouvelle-Écosse ;
- BFC Kingston en Ontario ;
- BFC Moose Jaw en Saskatchewan ;
- BFC North Bay en Ontario ;
- BFC Shearwater en Nouvelle-Écosse ;
- BFC Trenton en Ontario ;
- BFC Winnipeg au Manitoba.

### Autres
- Complexe Carling, Ottawa, Ontario
- Citadelle de Québec, Québec, Québec
- CFS Leitrim, Ontario
- Polygone de Connaught et centre d’entraînement élémentaire (CRPTC), Ottawa, Ontario
- CFNA HQ Whitehorse, Yukon
- CFNA HQ Yellowknife, Territoires du Nord-Ouest

## Annexe